# Pelarco
Pelarco è un comune del Cile della provincia di Talca nella Regione del Maule. Al censimento del 2002 possedeva una popolazione di 7.266 abitanti.

## Società

### Evoluzione demografica
| Censimento del 1992 | Censimento del 2002 |
| 7.648 ab.           | 7.266 ab.           |